# Centre (football américain)
Pour les articles homonymes, voir Centre.
Un centre (anglais américain center, anglais canadien centre) est un joueur de football américain ou de football canadien. Il fait partie de l'escoudade offensive, plus précisément de la ligne offensive composée de cinq joueurs et située devant le quarterback (quart-arrière). Il a pour rôle de mettre le ballon en jeu, ce qu'il a en commun avec le long snapper (spécialiste des longues remises).

## Qualités
Le centre est souvent le joueur le moins imposant de la ligne offensive composée des tackles (bloqueurs) et des guards (gardes). Sa taille oscille entre 1,85 m et 1,95 m et son poids, certes assez important (en moyenne 135 kg), reste en dessous de celui de ses coéquipiers de la ligne offensive. Cela s'explique par le fait qu'il doit être plus mobile que ses coéquipiers de la ligne offensive, qui pour leur part s'occupent de leurs homologues de la ligne défensive, alors que lui doit souvent faire face aux assauts des linebackers (secondeurs) ou autres safeties (maraudeurs) effectuant des blitzs.

## Rôle

Position du centre (en rouge) dans un schéma de jeu classique.

Le centre est situé, comme son nom l'indique, au centre de la ligne offensive (offensive line, abrégé en O-line), juste devant le quarterback (QB). 
Le centre a pour premier rôle la transmission du ballon au quarterback : c'est le snap (mise en jeu du ballon). La transmission du ballon se fait d'avant en arrière, entre ses jambes, en plaçant le ballon dans les mains du quarterback.
Dans la plupart des actions, le quarterback est situé juste derrière le centre : c'est le snap standard.
Cependant, quand le quarterback veut anticiper un jeu de passe, il se place à quelques mètres derrière le centre, ce qui lui permet d'avoir directement une vision globale des receveurs à disposition. Dans ce cas, le centre lance le ballon dans les mains du quarterback, ce qui exige une grande précision.
Une fois le ballon mis en jeu, le centre devient alors le rempart principal du QB contre l'assaut de la ligne défensive (defensive line, abrégé en D-line). Il doit donc veiller à la fois aux defensive tackles et defensive ends (ses adversaires directs de la D-line) ainsi qu'aux  linebackers (second rideau défensif) effectuant généralement plein centre des blitz, ceux-ci tentant de perturber le quarterback, voire réussir un sack. 
Les jeux d'attaque s'effectuant soit à la course, soit à la passe, l'action du centre après le snap va être spécifique en fonction de la phase de jeu choisie.
Pour une course, suivant la position où le running back va passer (à droite, à gauche ou au centre de la ligne offensive), le centre, tout comme l'ensemble de la O-line, va ainsi pousser son adversaire direct à l'opposé ou créer des brèches, afin de protéger le coureur et faciliter la progression du ballon. 
Pour une passe, le quarterback est en situation d'insécurité car il doit porter son attention sur ses receveurs libres, et non sur la D-line qui veut le plaquer (le sacker). C'est pourquoi la O-line le protège en effectuant une shell parfois appelé poche de protection (ayant la forme d'une coquille, d'où le nom), en se resserrant autour du centre.